# Почаевский городской совет
Почаевский городской совет (укр. Почаївська міська рада) — входит в состав
Кременецкого района
Тернопольской области
Украины.
Административный центр городского совета находится в 
г. Почаев.

## Населённые пункты совета
- г. Почаев
- с. Затишье